# Conseil supérieur de la Justice
Pour les articles homonymes, voir CSJ.
Le Conseil supérieur de la Justice (CSJ) est une instance belge créé en 1999 qui a pour mission de rapprocher la Justice du citoyen.
Sur base des plaintes de citoyens et des enquêtes qu'il mène, il fournit des avis aux responsables politiques pour améliorer le fonctionnement de la Justice. D'autre part, il choisit objectivement les candidats à la magistrature, de façon à dépolitiser les nominations.

## Composition
Le Conseil supérieur de la Justice se compose d'un collège francophone et d'un collège néerlandophone, comptant chacun 22 membres.
Chaque collège compte en son sein 11 magistrats et 11 non-magistrats.
Les magistrats sont élus, par scrutin direct et secret, parmi les magistrats de carrière en activité de service, par un collège électoral francophone et un collège électoral néerlandophone se composant de magistrats de carrière du rôle linguistique correspondant à celui de la nomination.
Les non-magistrats sont nommés par le Sénat belge à la majorité des deux tiers des voix émises.
Les membres siègent au Conseil supérieur pour une période de 4 ans. Leur mandat peut être renouvelé. A l'évidence les justiciables devraient être sollicités pour le composer favorisant ainsi l'élaboration d'un Conseil 'supérieur' à la hauteur de tous.

## Présidence du bureau
Le bureau comprend 2 magistrats (francophone et néerlandophone) et 2 non-magistrats (francophone et néerlandophone).
Un membre francophone et un membre néerlandophone du bureau assurent, à tour de rôle, pour un délai d'un an, la présidence du Conseil supérieur.
Sur proposition de chaque collège, le Conseil supérieur désigne les commissions dont les membres du Bureau assurent la présidence.
Les présidents de la commission de nomination et de la commission d'avis et d'enquête assurent, alternativement, pour un délai de deux ans, la présidence de chacun des collèges.

## Assemblée générale du Conseil supérieur
Le Conseil supérieur reçoit directement des instances compétentes les rapports prescrits par des dispositions légales ou réglementaires concernant le fonctionnement général de l'ordre judiciaire.
L'assemblée générale est compétente pour :
- l'approbation des avis, propositions, rapports, directives, programmes et autres actes des collèges et des commissions.
- la constatation de la fin du mandat d'un membre du Conseil supérieur.

L'assemblée générale rédige un rapport annuel basé sur une analyse et une évaluation des informations disponibles concernant le fonctionnement général de l'ordre judiciaire.
Le Ministre de la Justice ou son représentant peut être entendu à l'invitation du Conseil supérieur ou à sa propre demande.

## Compétences du Conseil supérieur
Les matières suivantes relèvent de la compétence du Conseil supérieur :
- la présentation des candidats en vue d'une nomination comme juge de paix, juge aux tribunaux, conseiller aux cours et à la Cour de cassation ou fonctionnaire du ministère public;
- la présentation des candidats en vue d'une désignation aux fonctions de premier président de la Cour de cassation, premier président des cours et président des tribunaux et aux fonctions de chef de corps du ministère public;
- l'accès (examen aptitude professionnelle, concours d'admission au stage judiciaire) aux fonctions de juge ou de fonctionnaire du ministère public;
- la formation des juges et des fonctionnaires du ministère public;
- la rédaction des profils généraux pour les désignations de chef de corps;
- la rédaction des avis et des propositions sur le fonctionnement général et l'organisation de l'ordre judiciaire;
- la surveillance générale et la promotion de l'utilisation des mécanismes de contrôle interne;
- à l'exclusion de toute compétence disciplinaire ou pénale :
  - la réception et le suivi des plaintes concernant le fonctionnement de l'ordre judiciaire;
  - l'ouverture d'une enquête sur le fonctionnement de l'ordre judiciaire.

Les quatre premières compétences sont attribuées à la commission de nomination et de désignation compétente alors que les 4 dernières sont du ressort de la commission d'avis et d'enquête.

## Commissions
Au sein de chaque collège, il y a une commission de nomination et de désignation et une commission d'avis et d'enquête.

### Commissions de nomination et de désignation
Chaque collège procède à la composition d'une commission de nomination et de désignation, dénommée " commission de nomination ", comprenant 14 membres, dont 7 magistrats et 7 non-magistrats.
Les commissions de nomination francophone et néerlandophone constituent ensemble la commission de nomination réunie.
Les présidents des commissions de nomination francophone et néerlandophone assurent, par tournante, pour une durée de deux ans, la présidence de la commission de nomination réunie, à commencer par le plus âgé.
La commission de nomination réunie prépare les programmes de l'examen d'aptitude professionnelle et du concours d'admission au stage judiciaire ainsi que les directives et les programmes pour la formation continue des magistrats et le stage judiciaire.
Les commissions de nomination sont compétentes pour la présentation des candidats en vue d'une nomination comme magistrat et d'une désignation aux fonctions de chef de corps, magistrat auxiliaire ou de magistrat fédéral ainsi que pour l'organisation pratique des examens précités.

### Commissions d'avis et d'enquête
Chaque collège procède à la composition d'une commission d'avis et d'enquête comprenant 8 membres, dont la moitié de magistrats et l'autre moitié de non-magistrats.
Les commissions d'avis et d'enquête francophone et néerlandophone constituent ensemble la commission d'avis et d'enquête réunie.
La présidence de la commission d'avis et d'enquête réunie est exercée alternativement pour une durée de 2 ans par les présidents des commissions d'avis et d'enquête francophone et néerlandophone, à commencer par le plus âgé.
La commission d'avis et d'enquête réunie prépare, soit d'office, soit à la demande de l'assemblée générale, du Ministre de la Justice ou de la majorité des membres de la Chambre des représentants ou du Sénat les avis et les propositions sur :
- le fonctionnement général de l'ordre judiciaire;
- les propositions et les projets de loi qui ont une incidence sur le fonctionnement général de l'ordre judiciaire;
- l'utilisation des moyens disponibles.

L
a commission d'avis et d'enquête réunie peut recueillir toute information utile à assurer les tâches précitées. Toute demande d'information adressée aux membres de l'organisation judiciaire est notifiée préalablement à leurs chefs de corps et supérieurs hiérarchiques respectifs.
La commission d'avis et d'enquête réunie prépare les profils généraux des chefs de corps sur la base des critères fixés par le Conseil supérieur.
La commission d'avis et d'enquête réunie est chargée de surveiller de manière générale et de promouvoir l'utilisation des mécanismes de contrôle interne au sein de l'ordre judiciaire.
Chaque commission d'avis et d'enquête reçoit et assure le suivi des plaintes concernant le fonctionnement de l'ordre judiciaire.